# 8110 Heath
8110 Heath (1995 DE2) là một tiểu hành tinh vành đai chính được phát hiện ngày 27 tháng 2 năm 1995 bởi T. Kobayashi ở Oizumi.